# Cavadoude
Cavadoude é uma povoação portuguesa sede da Freguesia de Cavadoude do Município da Guarda, freguesia com 6,65 km² de área e 243 habitantes (censo de 2021), tendo, por isso, uma densidade populacional de 36,5 hab./km².
Situada na margem direita do Rio Mondego, tem como orago Nossa Senhora da Conceição.

## Demografia
A população registada nos censos foi:
| Distribuição da População por Grupos Etários | Distribuição da População por Grupos Etários | Distribuição da População por Grupos Etários | Distribuição da População por Grupos Etários | Distribuição da População por Grupos Etários |
| -------------------------------------------- | -------------------------------------------- | -------------------------------------------- | -------------------------------------------- | -------------------------------------------- |
| Ano                                          | 0-14 Anos                                    | 15-24 Anos                                   | 25-64 Anos                                   | > 65 Anos                                    |
| 2001                                         | 53                                           | 81                                           | 164                                          | 68                                           |
| 2011                                         | 37                                           | 57                                           | 155                                          | 75                                           |
| 2021                                         | 20                                           | 25                                           | 133                                          | 65                                           |

## Património
- Igreja Paroquial de Cavadoude
- Capela de São Pedro